# 老人ホーム
老人ホーム（ろうじんホーム）とは、高齢者（老人）が入所する施設の総称。高齢者福祉の居住面を担う一環である。また、高齢者施設以外でも、比喩的に高齢者が多く集まる場所を「老人ホーム」といい、高齢者が多い状態になることを「老人ホーム化」ということがある。

## 歴史
日本の歴史上、高齢者を含む困窮者全般を世話する施設としては、古代に始まった悲田院、江戸時代において災害や大火事、飢饉に際して設けられたお救小屋、東京府が1872年（明治5年）につくった養育院があった。高齢者のみを対象とした養老院（）で、明確な記録が残る最初は、1895年（明治28年）開設の聖ヒルダ養老院である。開設に貢献したのは、キリスト教イングランド国教会系の聖公会の聖ヒルダ伝道団宣教師として、1887年（明治20年）に来日したイギリス人エリザベス・ソーントンと、先立つ1875年（明治8年）に来日していたアリス・エリナ・ホアである。ホアは、東京市麻布永坂町にあった伝道団で、身寄りのない高齢女性2人を住まわせ、これがソーントンとの協力で聖ヒルダ養老院に発展したと考えられる。ホアの帰国後、聖ヒルダ養老院は日本聖公会の施設として発展し、西久保八幡町（現在の虎ノ門）、さらに麻布龍土町へと移転した。
民間・宗教施設に留まっていた養老院が初めて国の制度上に位置付けられたのは、1932年（昭和7年）に施行された救護法である。第二次世界大戦後の1946年（昭和21年）に施行された旧生活保護法により養老院は「保護施設」として位置付けられ、1950年（昭和25年）施行の新しい生活保護法で養老施設と改称され、さらに1963年（昭和38年）施行の老人福祉法によって老人ホームに改称及び体系化が行われ現在に至る。
日本ではかつて老人ホームは行政の「措置」による入所が専らであったが、介護保険法（2000年（平成12年）施行）以降は利用者本人や家族の「契約」による入所が基本となった。

## 種類
特別養護老人ホーム
政令で定める要介護高齢者のための生活施設（老人福祉法第20条の5）。
養護老人ホーム
環境的、経済的に困窮した高齢者の施設を養護するとともに、その者が自立した生活を営み、社会的活動に参加するために必要な指導及び訓練その他の援助を行うことを目的とする施設（老人福祉法第20条の4）。
軽費老人ホーム
無料又は低額な料金で、老人を入所させ、食事の提供その他日常生活上必要な便宜を供与することを目的とする施設（老人福祉法第20条の6、社会福祉法第65条）。
東京都を中心に「都市型軽費老人ホーム」といった新しい施設の開設も進んでいる。地価が高い都市でも低額で入居できるように、一般的な軽費老人ホームよりも基準が緩和されている。
有料老人ホーム
以下のいずれかを事業とする施設（老人福祉法第29条）。
1. 入浴、排せつ若しくは食事の介護
2. 食事の提供又はその他の日常生活上必要な便宜であつて厚生労働省令で定めるもの（洗濯、掃除等の家事または健康管理）

なお、高齢者向けの入居施設には「老人ホーム」という名称をもたない種類のものもあり、サービス付き高齢者向け住宅（高齢者の居住の安定確保に関する法律（高齢者住まい法）第5条）や認知症高齢者グループホーム（老人福祉法第5条の2第6項）がある。

## 地図記号

老人ホームの地図記号

国土地理院が老人ホームに用いる地図記号は家屋と杖を組み合わせたものである。これは2006年（平成18年）に全国の小中学校からの公募に基づき制定されたもので、国土地理院が初めて公募によって制定した地図記号の一つである。